# 2 września
2 września jest 245. (w latach przestępnych 246.) dniem w kalendarzu gregoriańskim. Do końca roku pozostaje 120 dni.

## Święta
- Imieniny obchodzą: Absalon, Adelina, Aleksander, Antonin, Apolinary, Bohdan, Czesław, Dziesław, Dionizy, Eliza, Elpidia, Elpidiusz, Franciszek, Ingryda, Jakub, Jan, Julian, Oliwier, Oktawian, Salomon, Seweryn, Sobiemysł, Stefan, Teodor, Tobiasz, Walenty, Walentyn, Wilhelm, Zenon i Zofia.
- Wietnam:
  - Święto Niepodległości
  - Rocznica śmierci Hồ Chí Minha
- Wspomnienia i święta w Kościele katolickim[1][2] obchodzą:
  - bł. Apolinary z Posat (prezbiter i męczennik)
  - bł. Bernard Franciszek de Cucsac (męczennik)
  - bł. Ingryda Szwedzka (zm. XIII w., mniszka, założycielka pierwszego w Szwecji klasztoru mniszek dominikańskich)[3]
  - bł. Klaudiusz Granzotto (franciszkanin)
  - bł. Laurencjusz (zakonnik)
  - bł. męczennicy paryscy (męczennicy wrześniowi): Jan Maria du Lau i towarzysze (ofiary rewolucji francuskiej 1789–1800)
  - św. Wilhelm z Roskilde (biskup)

## Wydarzenia w Polsce
- 1352 – W Poznaniu zawiązała się konfederacja rycerska pod wodzą wojewody Macieja Borkowica.
- 1409 – Wielka wojna z zakonem krzyżackim: po ośmiodniowym oblężeniu krzyżacy zdobyli i zniszczyli zamek w Złotoryi oraz wymordowali polską załogę.
- 1621 – II wojna polsko-turecka: rozpoczęła się bitwa pod Chocimiem.
- 1655 – Potop szwedzki: zwycięstwo wojsk szwedzkich w bitwie pod Sobotą.
- 1731 – Poświęcono kościół św. Krzyża w Braniewie.
- 1808 – Utworzono Archiwum Ogólne Krajowe (obecnie Archiwum Główne Akt Dawnych).
- 1875 – Otwarto tunel kolejowy w Długopolu-Zdroju.
- 1886 – W warszawskim dzienniku „Słowo” ukazał się ostatni odcinek powieści historycznej Henryka Sienkiewicza Potop.
- 1906 – W Kielcach odsłonięto pomnik Stanisława Staszica.
- 1914 – I wojna światowa:
  - Austriacy opuścili Lwów.
  - Zwycięstwo wojsk austro-węgierskich nad rosyjskimi w bitwie pod Komarowem.
- 1931 – Polska podpisała Traktat Spitsbergeński.
- 1932 – Wybuchł strajk powszechny w przemyśle naftowym.
- 1933 – W Warszawie otwarto tunel średnicowy.
- 1934 – Otwarto obecny Stadion im. Ernesta Pohla w Zabrzu.
- 1939 – Kampania wrześniowa:
  - Niemcy założyli obóz koncentracyjny w Stutthofie. Tego samego dnia trafiło tam 250 Polaków z Gdańska.
  - Około 250 osób zginęło w wyniku zbombardowania przez samoloty Luftwaffe dworca kolejowego w Kole i stojącego na bocznicy pociągu z uchodźcami.
  - Pancerno-motorowa 10. Brygada Kawalerii płk Stanisława Maczka powstrzymała niemieckie natarcie w bitwie pod Jordanowem.
  - Samolot typu PZL.23 Karaś zbombardował fabrykę w Oławie. Było to pierwsze bombardowanie terytorium Niemiec w czasie II wojny światowej.
  - Wojsko polskie dokonało wypadu na niemiecką Wschowę.
- 1941 – W Ponarach koło Wilna Niemcy rozstrzelali 3,7 tys. Żydów, w tym 2019 kobiet i 817 dzieci.
- 1942:
  - W nocy z 1 na 2 września w wyniku sowieckiego nalotu bombowego na Warszawę zginęło 200-400 osób.
  - Żydzi ukrywający się w getcie w Krzemieńcu (obecnie Ukraina) wzniecili pożar (według innej wersji getto zostało podpalone przez oprawców, by zmusić ukrywających się do wyjścia z kryjówek; według jeszcze innej getto podpalili złodzieje pożydowskiego mienia). Na Żydów urządzono obławę, podczas której rozstrzelano kilkaset osób. Tego samego dnia rozstrzelano 120 rzemieślników, których wcześniej przywieziono z Białokrynicy do krzemienieckiego więzienia.
- 1943 – Rozpoczęła się likwidacja getta żydowskiego w Tarnowie.
- 1944:
  - 33 dzień powstania warszawskiego: likwidacja powstańczych szpitali na Starówce.
  - Wycofujące się na zachód oddziały Wehrmachtu zamordowały 448 osób we wsi Lipniak-Majorat koło Wyszkowa.
- 1945 – Powstała konspiracyjna organizacja Wolność i Niezawisłość (WiN) pod dowództwem płka Jana Rzepeckiego.
- 1949 – Założono Związek Bojowników o Wolność i Demokrację (ZBoWiD).
- 1951 – Ukazało się pierwsze wydanie „Gazety Białostockiej” (obecnie „Gazeta Współczesna”).
- 1974 – Premiera filmu historycznego Potop w reżyserii Jerzego Hoffmana.
- 1976 – Premiera pierwszego odcinka serialu telewizyjnego Szaleństwo Majki Skowron w reżyserii Stanisława Jędryki.
- 1980 – Stare Miasto w Warszawie zostało umieszczone na Liście Światowego Dziedzictwa UNESCO.
- 1991 – Na antenie TVP2 ukazało się premierowe wydanie programu informacyjnego Panorama, która zastąpiła Panoramę dnia.
- 2002:
  - Na antenie TVN ukazało się premierowe wydanie magazynu reporterów Uwaga!
  - Na antenie TVP2 ukazało się premierowe wydanie magazynu porannego Pytanie na śniadanie.
- 2021 – Na wniosek Rady Ministrów prezydent RP Andrzej Duda wprowadził stan wyjątkowy na części terytorium Polski w pobliżu granicy z Białorusią.

## Wydarzenia na świecie

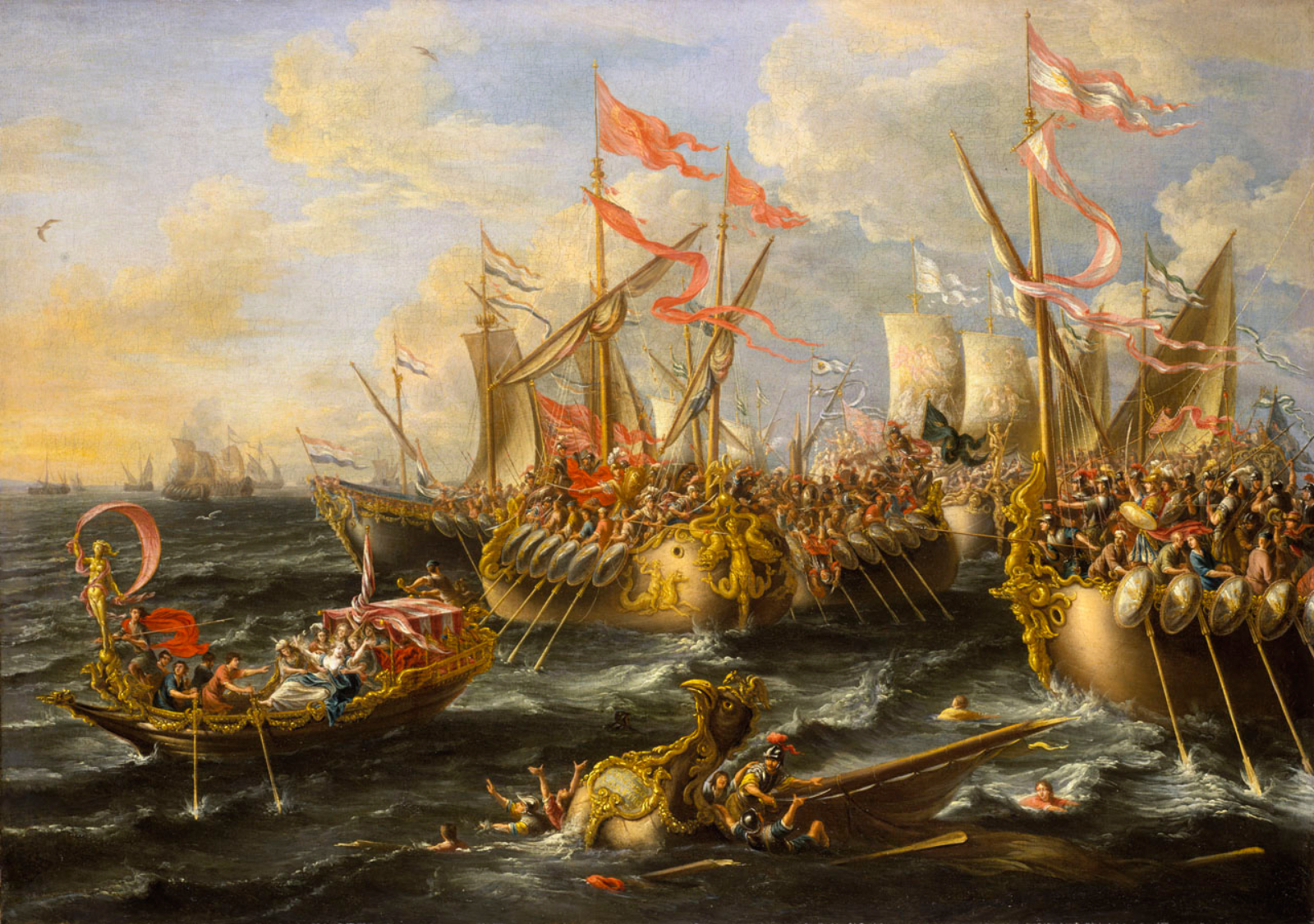
Bitwa pod Akcjum (31 p.n.e.) na XVII-wiecznym obrazie Lorenzo A. Castro

- 44 p.n.e. – W senacie rzymskim Cyceron wygłosił pierwszą filipikę przeciwko Markowi Antoniuszowi.
- 31 p.n.e. – Rzymska wojna domowa: flota Oktawiana Augusta pokonała połączone siły Marka Antoniusza i Kleopatry w bitwie pod Akcjum.
- 1192 – Król Anglii Ryszard I Lwie Serce i sułtan Saladyn podpisali porozumienie kończące III wyprawę krzyżową.
- 1347 – Karol IV Luksemburski i Blanka de Valois zostali koronowani na króla i królową Czech.
- 1457 – Decydujące zwycięstwo wojsk albańskich pod wodzą Skanderbega nad inwazyjnymi wojskami osmańskimi w bitwie na równinie Albulena.
- 1554 – Założono miasto Fresnillo w Meksyku.
- 1644 – Angielska wojna domowa: zwycięstwo armii króla Karola I Stuarta nad siłami Parlamentu w bitwie pod Lostwithiel.
- 1649 – Wojska papieskie opanowały Księstwo Castro w środkowych Włoszech i przyłączyły je do Państwa Kościelnego.
- 1666 – Wybuchł wielki pożar Londynu, który przyczynił się do wygaśnięcia trwającej w mieście od kwietnia poprzedniego roku wielkiej zarazy.
- 1686 – V wojna austriacko-turecka: wojska cesarskie zdobyły po oblężeniu Budę.
- 1690 – Jan Wilhelm Wittelsbach został elektorem Palatynatu.
- 1752 – Wielka Brytania i jej kolonie w Ameryce Północnej odeszły od kalendarza juliańskiego na rzecz gregoriańskiego. Na skutek tego po 2 września nastąpił tam 14 września.
- 1789 – Powołano Departament Skarbu Stanów Zjednoczonych.
- 1792 – Rewolucja francuska: w Paryżu rozpoczęły się masakry wrześniowe aresztowanych przedstawicieli szlachty i duchowieństwa.
- 1807 – Brytyjska marynarka wojenna zbombardowała Kopenhagę.
- 1811 – Założono Uniwersytet w Oslo.
- 1850 – Niemieccy osadnicy założyli miasto Blumenau w Brazylii.
- 1859 – Rozpoczęła się największa w historii burza magnetyczna, która spowodowała awarie sieci telegraficznych w wielu miejscach na świecie.
- 1862:
  - Otwarto pierwszą na duńskiej Jutlandii linię kolejową Aarhus-Randers.
  - Powstanie Dakotów w Minnesocie: porażka wojsk amerykańskich w bitwie o Birch Coulee.
- 1864 – Wojna secesyjna: wojska Unii zajęły Atlantę.
- 1870 – Wojna francusko-pruska: po klęsce w bitwie pod Sedanem skapitulowała armia francuska dowodzona przez cesarza Napoleona III.
- 1877 – Kanadyjski astronom James C. Watson odkrył planetoidę (174) Phaedra.
- 1878 – Założono prywatny, jezuicki Uniwersytet Creightona w Omaha w amerykańskim stanie Nebraska.
- 1889 – Zainaugurował działalność port w Mariupolu nad Morzem Azowskim.
- 1898 – Powstanie Mahdiego: zwycięstwo wojsk brytyjskich nad sudańskimi w bitwie pod Omdurmanem.
- 1899 – W angielskim Sheffield otwarto stadion Hillsborough.
- 1900:
  - W pruskich szkołach publicznych wprowadzono przedmiot wychowanie seksualne.
  - W stolicy Chile Santiago wyjechały na trasy pierwsze tramwaje elektryczne.
- 1902 – Włoski astronom Luigi Carnera odkrył planetoidę (489) Comacina.
- 1913 – Podczas tzw. drugiej rewolucji chińskie wojska rządowe pod dowództwem gen. Zhang Xuna odbił Nankin z rąk Kuomintangu.
- 1914 – I wojna światowa: wojska japońskie rozpoczęły oblężenie chińskiego Qingdao nad Morzem Żółtym.
- 1916 – I wojna światowa: rozpoczęła się bułgarsko-rumuńska bitwa pod Turtucaią.
- 1920:
  - Armia Czerwona zajęła Emirat Buchary.
  - Na terenie francuskiego mandatu Syrii utworzono autonomiczne Państwo Alawitów ze stolicą w mieście Latakia.
- 1922 – Wojna grecko-turecka: wojska tureckie zdobyły Eskişehir.
- 1923 – Gonnohyōe Yamamoto został po raz drugi premierem Japonii.
- 1930 – Francuzi Dieudonné Costes i Maurice Bellonte na samolocie Breguet 19 przelecieli po raz pierwszy nad północnym Atlantykiem w trudniejszym kierunku zachodnim.
- 1933 – Podpisano pakt o nieagresji między ZSRR a Włochami.
- 1935 – 435 osób zginęło po przejściu huraganu nad amerykańskim archipelagiem Florida Keys.
- 1940:
  - Czech Josef František z polskiego Dywizjonu 303, najskuteczniejszy aliancki pilot myśliwski w czasie bitwy o Anglię, zestrzelił swój pierwszy z 17 potwierdzonych niemieckich samolotów (myśliwiec Messerschmitt Bf 109).
  - USA i Wielka Brytania zawarły porozumienie „niszczyciele za bazy”.
- 1941 – Wszedł do służby japoński lotniskowiec „Taiyō”.
- 1942 – Niemiecki okręt podwodny U-222 zatonął na Bałtyku po zderzeniu jednostką tej samej klasy U-626, w wyniku czego zginęło 42 spośród 45 członków załogi.
- 1943 – Nikola Mandić został premierem Niezależnego Państwa Chorwackiego.
- 1944:
  - Bitwa o Atlantyk: niemiecki okręt podwodny U-394 został zatopiony na Morzu Norweskim bombami głębinowymi przez samolot Fairey Swordfish z lotniskowca eskortowego HMS „Vindex”, niszczyciele HMS „Keppel” i HMS „Whitehall” oraz slupy HMS „Mermaid” i HMS „Peacock”, w wyniku czego zginęła cała, 50-osobowa załoga.
  - W Bułgarii powstał antyfaszystowski rząd Konstantina Murawiewa, którego celem było uniknięcie wojny z ZSRR.
- 1945:
  - Hồ Chí Minh proklamował Demokratyczną Republikę Wietnamu.
  - Na pokładzie pancernika USS „Missouri” przedstawiciele Japonii podpisali akt bezwarunkowej kapitulacji.
- 1947 – Podpisano Traktat międzyamerykański o pomocy wzajemnej.
- 1949 – Dokonano oblotu brytyjskiego samolotu myśliwsko-bombowego de Havilland Venom.
- 1950 – W Paryżu założono Europejskie Towarzystwo Kardiologiczne (ESC).
- 1951 – Solomon Bandaranaike założył Partię Wolności Sri Lanki (SLFP)
- 1958:
  - Dwa radzieckie myśliwce MiG-19 zestrzeliły amerykański samolot wojskowy C-130 Hercules, który zboczył z kursu nad terytorium Armenii, w wyniku czego zginęła cała, 17-osobowa załoga.
  - Hendrik Frensch Verwoerd został premierem Związku Południowej Afryki.
  - W Chinach rozpoczął emisję pierwszy kanał telewizyjny.
- 1962 – W katastrofie samolotu Tu-104 pod Chabarowskiem zginęło 86 osób.
- 1964 – W katastrofie Iła-18 na Sachalinie zginęło 87 osób.
- 1967 – Na dawnej brytyjskiej platformie przeciwlotniczej na Morzu Północnym emerytowany oficer Paddy Roy Bates utworzył niezależne księstwo Sealand.
- 1970:
  - Anulowano załogowe misje księżycowe Apollo 15 i Apollo 19.
  - W katastrofie samolotu Tu-124 lecącego z Rostowa nad Donem do Wilna zginęło wszystkich 37 osób na pokładzie.
- 1971 – Wystrzelono radziecką sondę księżycową Łuna 18.
- 1973 – Rozpoczęto budowę Mauzoleum Ho Chi Minha w Hanoi.
- 1979 – Ranulph Fiennes, Charles R. Burton i Oliver Shepard wyruszyli z Londynu w pierwszą w historii podróż dookoła świata drogą morską i lądową poprzez biegun południowy i północny, zakończoną sukcesem 29 sierpnia 1982 roku.
- 1981 – Mohammad Reza Mahdawi Kani został tymczasowym premierem Iranu.
- 1987 – W Moskwie rozpoczął się proces zachodnioniemieckiego pilota Mathiasa Rusta, który w maju wylądował awionetką na Placu Czerwonym.
- 1990 – Naddniestrze ogłosiło niepodległość (od Mołdawii).
- 1991:
  - Republika Górskiego Karabachu ogłosiła niepodległość od Azerbejdżanu.
  - USA uznały niepodległość Estonii, Łotwy i Litwy.
- 1992 – W wyniku trzęsienia ziemi w Nikaragui zginęło 116 osób.
- 1994 – Założono działającą na emigracji Narodową Demokratyczną Partię Tybetu.
- 1998:
  - 229 osób zginęło u wybrzeży Nowej Szkocji w katastrofie samolotu McDonnell Douglas MD-11 linii Swissair.
  - Dokonano oblotu samolotu pasażerskiego Boeing 717.
- 2000 – Otwarto Polski Cmentarz Wojenny w Miednoje.
- 2002 – W Budapeszcie założono niemieckojęzyczny Uniwersytet Andrássy.
- 2009:
  - Iolu Abil został prezydentem Vanuatu.
  - W trzęsieniu ziemi na Jawie zginęło 79 osób, a 1250 zostało rannych.
- 2010 – Wybuchły rozruchy głodowe w Mozambiku.
- 2011 – Yoshihiko Noda został premierem Japonii.
- 2013 – 64-letnia Amerykanka Diana Nyad jako druga osoba w historii i zarazem pierwsza bez klatki zabezpieczającej przed rekinami przepłynęła wpław Cieśninę Florydzką (ok. 177 km).
- 2015:
  - Kryzys migracyjny w Europie: na plaży w tureckim Bodrum znaleziono ciało trzyletniego syryjskiego uchodźcy Alana Kurdiego.
  - Rozpoczęła się misja Sojuz TMA-18M na Międzynarodową Stację Kosmiczną z pierwszymi kosmonautami z Danii i Kazachstanu – Andreasem Mogensenem i Ajdynem Aimbietowem na pokładzie.
- 2018 – W pożarze Muzeum Narodowego Brazylii w Rio de Janeiro zniszczeniu uległo 90% z ok. 20 mln eksponatów.
- 2020 – Emerytowany papież Benedykt XVI stał się najstarszym w historii żyjącym papieżem, wyprzedzając żyjącego w latach 1810–1903 Leona XIII[4].

## Urodzili się
- 1243 – Gilbert de Clare, angielski możnowładca (zm. 1295)
- 1548 – Vincenzo Scamozzi, włoski architekt (zm. 1616)
- 1567 – Jerzy VII Thurzo, węgierski możnowładca, dowódca wojskowy (zm. 1616)
- 1648 – Magdalena Sibylla, księżniczka Saksonii-Weißenfels, księżna Saksonii-Gotha-Altenburg (zm. 1681)
- 1661 – Georg Böhm, niemiecki organista, kompozytor (zm. 1733)
- 1675 – William Somerville, angielski poeta (zm. 1742)
- 1693 – Michał Hieronim Czacki, polski szlachcic, polityk (zm. 1745)
- 1711 – Noël Hallé, francuski malarz (zm. 1781)
- 1725 – Ewald Friedrich von Hertzberg, pruski hrabia, polityk, dyplomata (zm. 1795)
- 1730 – Franciszek Ksawery Grocholski, polski szlachcic, polityk (zm. 1792)
- 1746 – Henry Scott, brytyjski arystokrata, polityk (zm. 1812)
- 1751:
  - Heinrich Friedrich von Diez, pruski dyplomata (zm. 1817)
  - Giannantonio Selva, włoski architekt (zm. 1819)
- 1753 – Maria Józefina Sabaudzka, księżniczka Sardynii i Piemontu, tytularna królowa Francji (zm. 1810)
- 1756 – Franciszek Łoś, polski hrabia, oficer, polityk (zm. 1829)
- 1757 – (lub 1 września) Hans Ernst von Kottwitz, niemiecki ewangelicki filantrop, działacz nowego narodzenia (zm. 1843)
- 1773 – Louis Auguste Victor de Ghaisne de Bourmont, francuski generał, polityk, marszałek i par Francji (zm. 1846)
- 1778 – Ludwik Bonaparte, król Holandii (zm. 1846)
- 1805 – Esteban Echeverría, argentyński pisarz (zm. 1851)
- 1807 – Henryk Janko, polski ziemianin, wojskowy, polityk, uczestnik powstania listopadowego, Wiosny Ludów i powstania styczniowego, więzień stanu (zm. 1887)
- 1811:
  - J.C. Jacobsen, duński przedsiębiorca, piwowar (zm. 1887)
  - Iwan Wahyłewycz, ukraiński duchowny greckokatolicki, poeta, historyk, etnograf, folklorysta, tłumacz (zm. 1866)
- 1812 – Henry William St Pierre Bunbury, brytyjski wojskowy, podróżnik (zm. 1875)
- 1814 – Ernst Curtius, niemiecki archeolog, historyk (zm. 1896)
- 1820 – Elizabeth Prout, brytyjska zakonnica, Służebnica Boża (zm. 1864)
- 1821:
  - Tadeusz Brodowski, polski malarz batalista (zm. 1848)
  - Anne Whitney, amerykańska rzeźbiarka, poetka (zm. 1915)
- 1822 – Edward Gniewosz, polski ziemianin, polityk, poseł na galicyjski Sejm Krajowy i do Rady Państwa (zm. 1906)
- 1828 – Jean-Baptiste Édouard Bornet, francuski botanik (zm. 1911)
- 1829 – (lub 1826) Jan Aleksander Fredro, polski hrabia, komediopisarz, pamiętnikarz (zm. 1891)
- 1832 – Władysław Rawicz, polski działacz gospodarczy, uczestnik powstania styczniowego (zm. 1863)
- 1833 – Stefan Giller, polski prozaik, poeta, dramaturg, tłumacz (zm. 1918)
- 1834 – Josef Zemp, szwajcarski polityk, prezydent Szwajcarii (zm. 1908)
- 1837:
  - Roman Gostkowski, polski inżynier kolejnictwa (zm. 1912)
  - James Wilson, amerykański generał, topograf, pisarz (zm. 1925)
- 1838:
  - Lydia Liliʻuokalani, królowa Hawajów (zm. 1917)
  - Arnould Rèche, francuski lasalianin, błogosławiony (zm. 1890)
- 1839:
  - Henry George, amerykański ekonomista, publicysta (zm. 1897)
  - Bernhard Naunyn, niemiecki patolog (zm. 1925)
- 1840 – Giovanni Verga, włoski pisarz (zm. 1922)
- 1841 – Julius von Payer, austriacki wojskowy, kartograf, alpinista, badacz polarny, odkrywca Ziemi Franciszka Józefa (zm. 1915)
- 1842 – Wilhelm Gąsiorowski, polski działacz protestancki (zm. 1910)
- 1845 – Tadeusz Skałkowski, polski prawnik, publicysta, polityk, uczestnik powstania styczniowego (zm. 1909)
- 1847 – Franz von Thun und Hohenstein, austriacki dyplomata, polityk, gubernator Czech, premier Austrii (zm. 1916)
- 1848 – Antoni Wodzicki, polski ziemianin, polityk (zm. 1918)
- 1850:
  - Eugene Field, amerykański poeta (zm. 1895)
  - Alfred Pringsheim, niemiecki matematyk, mecenas sztuki (zm. 1941)
  - Albert Spalding, amerykański baseballista, menedżer, działacz sportowy (zm. 1915)
- 1851 – Jules-Paul Tardivel, kanadyjski pisarz, dziennikarz (zm. 1905)
- 1852:
  - Paul Bourget, francuski pisarz (zm. 1935)
  - Michał Huza, polski notariusz, polityk (zm. 1924)
- 1853 – Wilhelm Ostwald, niemiecki chemik, laureat Nagrody Nobla (zm. 1932)
- 1854 – Hans Jæger, norweski pisarz, publicysta, anarchista (zm. 1910)
- 1856 – Edward Adam Stadnicki, polski ziemianin, prawnik (zm. 1885)
- 1857 – Iwan Kabłukow, rosyjski fizykochemik (zm. 1942)
- 1860 – Pieter Cornelis Johannes van Brero, holenderski psychiatra (zm. 1934)
- 1862 – Stanisław Narutowicz, polsko-litewski prawnik, ziemianin, polityk (zm. 1932)
- 1866 – Hiram Johnson, amerykański polityk, senator (zm. 1945)
- 1867 – Alojzy Ruchniewicz, polski przemysłowiec (zm. 1955)
- 1869 – Hiram Percy Maxim, amerykański krótkofalowiec (zm. 1936)
- 1870:
  - Marie Ault, brytyjska aktorka (zm. 1951)
  - Stefan Giebel, śląski związkowiec, polityk (zm. 1956)
  - Luiza Habsburg-Lotaryńska, księżniczka toskańska, arcyksiężniczka austriacka, księżna saska (zm. 1947)
- 1871:
  - Maksymilian Malata, polski działacz ludowy i samorządowy (zm. 1945)
  - Antolin Pablos Villanueva, hiszpański benedyktyn, męczennik, błogosławiony (zm. 1936)
- 1875 – Wilhelm Wagner, niemiecki architekt, wykładowca akademicki, miejski urzędnik budowlany (zm. 1953)
- 1876 – Stefan Biedrzycki, polski agronom (zm. 1936)
- 1877 – Frederick Soddy, brytyjski chemik, laureat Nagrody Nobla (zm. 1956)
- 1878:
  - Werner von Blomberg, niemiecki feldmarszałek (zm. 1946)
  - Władysław Dziewulski, polski astronom, wykładowca akademicki (zm. 1962)
  - Maurice Fréchet, francuski matematyk, wykładowca akademicki (zm. 1973)
  - Milan Nedić, serbski generał, polityk, premier rządu kolaboracyjnego (zm. 1946)
- 1879 – Isidro Ayora, ekwadorski lekarz, polityk, prezydent Ekwadoru (zm. 1978)
- 1881:
  - Désiré Beaurain, belgijski szpadzista, florecista (zm. 1963)
  - Stanley Shoveller, angielski hokeista na trawie (zm. 1959)
- 1882:
  - J Harlen Bretz, amerykański geolog (zm. 1981)
  - Paul Isberg, szwedzki żeglarz sportowy (zm. 1955)
- 1883:
  - Christian Dick, norweski żeglarz sportowy (zm. 1955)
  - Elżbieta Maria Habsburg, arcyksiężniczka austriacka (zm. 1963)
  - Rudolf Weigl, polski biolog pochodzenia austriackiego (zm. 1957)
- 1888:
  - Teodosi Daskałow, bułgarski generał piechoty, polityk (zm. 1945)
  - Hugo Spatz, niemiecki neurolog, neuropatolog (zm. 1969)
  - Józef Śmidowicz, polski pianista (zm. 1962)
  - Helena Wiewiórska, polska adwokat (zm. 1967)
- 1889:
  - Isaac Grünewald, szwedzki malarz (zm. 1946)
  - Ludwig Kübler, niemiecki generał (zm. 1947)
  - Justyn Mackiewicz, polski major piechoty (zm. 1940)
- 1890:
  - Iwan Łebedowycz, ukraiński duchowny greckokatolicki, działacz społeczny (zm. 1981)
  - Pedro Peñaranda Barea, hiszpański pilot balonowy (zm. 1923)
- 1891:
  - Pawło Fyłypowycz, ukraiński poeta, historyk literatury (zm. 1937)
  - Iwan Winogradow, rosyjski matematyk, wykładowca akademicki (zm. 1983)
- 1892:
  - Lazër Shantoja, albański duchowny katolicki, męczennik, błogosławiony (zm. 1945)
  - Frank Wilcoxon, amerykański statystyk i chemik (zm. 1965)
- 1893 – Stanisław Kara, polski podpułkownik dyplomowany piechoty, dyplomata (zm. 1955/56)
- 1894:
  - Joseph Roth, austriacki pisarz, dziennikarz pochodzenia żydowskiego (zm. 1939)
  - Ward Van Orman, amerykański inżynier, wynalazca, pilot balonowy (zm. 1978)
- 1895 – Jan Świderski, polski przyrodnik, nauczyciel (zm. 1965)
- 1896 – Józef Brenstjern-Pfanhauser, polski rotmistrz (zm. 1971)
- 1897 – Stefan Ścibor-Bogusławski, polski rotmistrz (zm. 1978)
- 1898 – Alfons Gorbach, austriacki polityk, kanclerz Austrii (zm. 1972)
- 1899:
  - Zofia Dromlewiczowa, polska pisarka, scenarzystka (zm. 1938)
  - Hans Jacob Nielsen, duński bokser (zm. 1967)
  - Gunnar Skoglund, szwedzki aktor, reżyser, montażysta i scenarzysta (zm. 1983)
- 1900:
  - Victor Houet, belgijski piłkarz (zm. ?)
  - Uuno Klami, fiński kompozytor, pianista (zm. 1961)
  - Czesław Murczyński, polski radiolog, wykładowca akademicki (zm. 1971)
  - Wiktor Skiwski, polski dyplomata (zm. 1956)
  - Wilhelm Strienz, niemiecki piosenkarz (zm. 1987)
  - Roman Turyn, ukraiński malarz, kolekcjoner (zm. 1979)
- 1901:
  - Franz Karmasin, niemiecki inżynier, polityk nazistowski (zm. 1970)
  - Maksymilian Koenig, polski piłkarz (zm. 1978)
- 1902:
  - Theo de Haas, holenderski piłkarz (zm. 1976)
  - Szelomo Perlstein, izraelski polityk (zm. 1979)
  - Janina Schoenbrenner, polska historyk, pedagog (zm. 1985)
- 1903 – Gustave Thibon, francuski filozof, mistyk, pisarz i poeta katolicki (zm. 2001)
- 1904:
  - August Jakobson, estoński polityk komunistyczny (zm. 1963)
  - Józef Smoczyński, polski duchowny katolicki, historyk (zm. 1939)
  - Ernst Sobe, niemiecki oficer marynarki, dowódca okrętu podwodnego (zm. 1942)
  - Set Svanholm, szwedzki śpiewak operowy (tenor) (zm. 1964)
- 1905:
  - Wilhelmina Iwanowska, polska astronom, wykładowczyni akademicka (zm. 1999)
  - Elżbieta Kowalewska, polska aktorka pochodzenia żydowskiego (zm. 1967)
  - Knud Ejler Løgstrup, duński teolog, filozof, publicysta (zm. 1981)
  - Samuel Malko, polski generał brygady (zm. 1988)
- 1906:
  - Jerzy Tadeusz Błeszyński, polski kapitan marynarki (zm. 1939)
  - Iwan Koriawko, radziecki generał major wojsk inżynieryjnych (zm. 1980)
  - Émile Pladner, francuski bokser (zm. 1980)
  - John Wilkinson Taylor, amerykański pedagog, dyrektor generalny UNESCO (zm. 2001)
  - Vera Vauge, amerykańska aktorka (zm. 1974)
- 1907:
  - Evelyn Hooker, amerykańska psycholog (zm. 1996)
  - Stefan Kalinowski, polski polityk, poseł na Sejm PRL, prokurator generalny (zm. 1983)
  - Fritz Szepan, niemiecki piłkarz, trener pochodzenia polskiego (zm. 1974)
- 1908:
  - Walentin Głuszko, rosyjski specjalista techniki rakietowej (zm. 1989)
  - Olaf Hoffsbakken, norweski biegacz narciarski, kombinator norweski (zm. 1986)
- 1909:
  - John Cookman, amerykański hokeista (zm. 1982)
  - Okagi Hayashi, japońska superstulatka (zm. 2025)
  - Leopold Rybarski, polski autor sztuk scenicznych (zm. 2004)
  - Harro Schulze-Boysen, niemiecki oficer, publicysta, członek antyhitlerowskiego ruchu oporu (zm. 1942)
- 1910:
  - Skender Kulenović, jugosłowiański prozaik, dramaturg (zm. 1978)
  - Abraham Polak, izraelski historyk, wykładowca akademicki (zm. 1910)
  - Donald Watson, brytyjski działacz społeczny (zm. 2005)
  - Siergiej Wonsowski, rosyjski fizyk, wykładowca akademicki (zm. 1998)
- 1911:
  - Czesław Janczarski, polski autor literatury dziecięcej, tłumacz (zm. 1971)
  - Leon Poniedziałek, polski agrotechnik, polityk, poseł na Sejm PRL (zm. 1967)
- 1912:
  - Erland Almkvist, szwedzki żeglarz sportowy (zm. 1999)
  - Alexander Böhlig, niemiecki historyk, orientalista, koptolog, bizantynolog (zm. 1996)
  - Gwidon Borucki, polski żołnierz, aktor, piosenkarz pochodzenia żydowskiego (zm. 2009)
  - Johan Daisne, belgijski pisarz (zm. 1978)
  - Stefan Deptuszewski, polski artysta fotograf (zm. 1998)
  - Ingeborg Rapoport, niemiecka lekarka pediatra pochodzenia żydowskiego (zm. 2017)
  - Franciszek Waniołka, polski inżynier technolog, polityk, poseł na Sejm PRL, wielokrotny minister, wicepremier (zm. 1971)
- 1913:
  - Pak Sŏng Ch’ŏl, północnokoreański polityk, premier Korei Północnej (zm. 2008)
  - Bill Shankly, szkocki piłkarz, trener (zm. 1981)
- 1914:
  - George Brown, brytyjski polityk (zm. 1985)
  - Stefania Grodzieńska, polska pisarka, satyryk, aktorka (zm. 2010)
- 1915 – Wiktor Sobolew, rosyjski astronom, fizyk, astrofizyk (zm. 1999)
- 1916:
  - Ömer Lutfi Akad, turecki reżyser filmowy (zm. 2011)
  - René Bihel, francuski piłkarz, trener (zm. 1997)
  - Adolf Gawalewicz, polski prawnik, pisarz (zm. 1987)
  - Kristján Vattnes, islandzki lekkoatleta, oszczepnik (zm. 1992)
- 1917:
  - Laurindo Almeida, brazylijski gitarzysta jazzowy (zm. 1995)
  - Janina Gemel, polska nauczycielka, działaczka społeczna (zm. 1979)
  - Armando Trovajoli, włoski kompozytor muzyki filmowej (zm. 2013)
- 1918 – Rudolf Cranz, niemiecki narciarz alpejski (zm. 1941)
- 1919:
  - Marge Champion, amerykańska aktorka, tancerka, choreografka (zm. 2020)
  - Huang Kun, chiński fizyk (zm. 2005)
- 1920 – Kurt Keilwitz, niemiecki zbrodniarz nazistowski (zm. 1947)
- 1921:
  - Bogdan Celiński, polski podporucznik (zm. 2016)
  - Julio Adalberto Rivera Carballo, salwadorski wojskowy, polityk, prezydent Salwadoru (zm. 1973)
- 1922:
  - Arthur Ashkin, amerykański fizyk, laureat Nagrody Nobla pochodzenia żydowskiego (zm. 2020)
  - Aleksandr Bondar, radziecki pułkownik pilot, as myśliwski (zm. 1992)
  - Stanisław Hempel, polski myśliwy (zm. 1963)
  - Tanja Masalitinowa, bułgarska aktorka (zm. 2014)
  - Jan Rudnik, polski pneumolog dziecięcy (zm. 1986)
- 1923:
  - Walerian Borowczyk, polski reżyser filmowy (zm. 2006)
  - René Thom, francuski matematyk, wykładowca akademicki (zm. 2002)
- 1924:
  - Daniel Moi, kenijski polityk, wiceprezydent i prezydent Kenii (zm. 2020)
  - Kurt Nielsen, duński piłkarz, trener (zm. 1986)
  - Sidney Phillips, amerykański żołnierz, lekarz, pisarz (zm. 2015)
  - Knud Leif Thomsen, duński reżyser i scenarzysta filmowy (zm. 2003)
- 1925:
  - Józef Buszko, polski historyk, wykładowca akademicki (zm. 2003)
  - Bogusław Kogut, polski poeta, prozaik, publicysta, polonista, polityk, poseł na Sejm PRL (zm. 1987)
  - Gjelosh Lulashi, albański żołnierz, męczennik, błogosławiony (zm. 1946)
- 1926:
  - Armando Cossutta, włoski polityk komunistyczny (zm. 2015)
  - Ibrahim Nasir, malediwski polityk, prezydent Malediwów (zm. 2008)
  - Erich Selbmann, niemiecki dziennikarz (zm. 2006)
  - Edward Zawiszewski, polski duchowny katolicki, teolog, prałat honorowy Jego Świątobliwości, kanonik (zm. 2007)
- 1927:
  - Tibor Csík, węgierski bokser (zm. 1976)
  - Trude Jochum-Beiser, austriacka narciarka alpejska
- 1928:
  - Józef Kalita, polski aktor (zm. 1997)
  - Horace Silver, amerykański pianista jazzowy, kompozytor (zm. 2014)
  - Benito Stefanelli, włoski aktor, kaskader (zm. 1999)
  - Zygmunt Wichary, polski pianista, kompozytor, dyrygent (zm. 1966)
- 1929:
  - Hal Ashby, amerykański reżyser i montażysta filmowy (zm. 1988)
  - Mario Bertok, chorwacki szachista, dziennikarz szachowy (zm. 2008)
  - René Dupont, francuski duchowny katolicki, biskup Andong (zm. 2025)
  - Rex Hartwig, australijski tenisista (zm. 2022)
  - Victor Spinetti, walijski aktor, poeta, prozaik pochodzenia włoskiego (zm. 2012)
- 1930:
  - Roger De Clercq, belgijski kolarz szosowy i przełajowy (zm. 2014)
  - Bolesław Gargała polski skoczek i instruktor spadochronowy (zm. 2017)
  - Zdzisław Klimek, polski śpiewak operowy (baryton) (zm. 2023)
  - Jadwiga Krzyżaniakowa, polska historyk, mediewistka (zm. 2010)
  - Andriej Pietrow, rosyjski kompozytor (zm. 2006)
- 1931:
  - Lúcio Ignácio Baumgaertner, brazylijski duchowny katolicki, biskup Toledo, arcybiskup Cascavel (zm. 2023)
  - Józef Kopocz, polski dziennikarz, prezenter telewizyjny i konferansjer (zm. 2015)
  - Agnieszka Kossakowska, polska śpiewaczka operowa (sopran) (zm. 2020)
  - Alicja Lisiecka, polska krytyk i historyk literatury, felietonistka (zm. 2018)
- 1932:
  - Heinz Baumgartner, austriacki szachista (zm. 2006)
  - Elise Boot, holenderska nauczycielka, polityk, eurodeputowana (zm. 2023)
  - Walter Davis Jr., amerykański pianista jazzowy (zm. 1990)
  - Anna Ólafsdóttir, islandzka pływaczka (zm. 2013)
  - Josef Rom, izraelski polityk (zm. 1997)
- 1933:
  - Mathieu Kérékou, beniński polityk, prezydent Beninu (zm. 2015)
  - Bob Woods, szwedzki curler
- 1934:
  - Nereo Laroni, włoski działacz kulturalny, samorządowiec, polityk, burmistrz Wenecji, eurodeputowany (zm. 2019)
  - Werner Leimgruber, szwajcarski piłkarz (zm. 2025)
  - Chuck McCann, amerykański aktor, komik (zm. 2018)
- 1935:
  - Yıldırım Akbulut, turecki prawnik, polityk, przewodniczący Wielkiego Zgromadzenia Narodowego, premier Turcji (zm. 2021)
  - Marc Augé, francuski etnolog, antropolog kulturowy (zm. 2023)
  - Wanda Fukała, polska florecistka
  - Walentin Gaft, rosyjski aktor (zm. 2020)
  - Jerzy Madej, polski naukowiec, polityk, senator i poseł na Sejm RP (zm. 2020)
- 1936:
  - François Bacqué, francuski duchowny katolicki, arcybiskup, nuncjusz apostolski (zm. 2023)
  - Germán Garcia Isaza, kolumbijski duchowny katolicki, biskup Apartadó (zm. 2006)
  - Andrew Grove, amerykański informatyk, przedsiębiorca pochodzenia węgiersko-żydowskiego (zm. 2016)
  - Tito Solari, włoski duchowny katolicki, arcybiskup Cochabamby
  - Bernard Thareau, francuski rolnik, polityk, eurodeputowany (zm. 1995)
- 1937:
  - Giuseppe Galante, włoski wioślarz (zm. 2021)
  - Willi Giesemann, niemiecki piłkarz (zm. 2024)
  - Pentti Saarikoski, fiński prozaik, poeta, tłumacz (zm. 1983)
  - Monika Taubitz, niemiecka poetka, pisarka
  - Peter Ueberroth, amerykański działacz sportowy
- 1938:
  - Giuliano Gemma, włoski aktor (zm. 2013)
  - Zbigniew Paszek, polski chemik, ekonomista, wykładowca akademicki (zm. 2024)
  - Josef Ripfel, szwedzki kolarz szosowy i torowy pochodzenia niemieckiego
- 1939:
  - Theodore Dumitru, rumuński piłkarz, trener (zm. 2016)
  - Danuta Kordaczuk, polska siatkarka (zm. 1988)
  - Jack Lang, francuski polityk
  - Manfred Matuschewski, niemiecki lekkoatleta, średniodystansowiec
  - Henry Mintzberg, kanadyjski ekonomista, wykładowca akademicki
- 1940:
  - Gerhard Petritsch, austriacki strzelec sportowy
  - Michał Sprusiński, polski pisarz, krytyk literacki, tłumacz (zm. 1981)
- 1941:
  - Stefan Friedmann, polski aktor, satyryk, piosenkarz
  - Ałła Kolesnikowa, rosyjska lekkoatletka, biegaczka średniodystansowa
  - Antoni Szram, polski historyk sztuki, konserwator zabytków, muzealnik, publicysta (zm. 2019)
  - John Thompson, amerykański koszykarz, trener (zm. 2020)
  - Andrzej Załucki, polski dyplomata, polityk
- 1942:
  - Nereo Laroni, włoski samorządowiec, polityk, burmistrz Wenecji, eurodeputowany (zm. 2019)
  - Robert Shapiro, amerykański adwokat pochodzenia żydowskiego
  - Zbigniew Siestrzeńcewicz, polski malarz, grafik (zm. 1996)
- 1943:
  - Edmond Alphandéry, francuski ekonomista, wykładowca akademicki, polityk
  - Barys Giunter, białoruski polityk (zm. 2014)
  - Hans-Ulrich Grapenthin, niemiecki piłkarz, bramkarz
  - Jan Karbowski, polski ekonomista, polityk, senator RP (zm. 2016)
  - Đorđe Novković, chorwacki kompozytor, muzyk, autor tekstów (zm. 2007)
  - João Nílton dos Santos Souza, brazylijski duchowny katolicki, biskup Amargosy
- 1944:
  - Tadeusz Bień, polski urzędnik państwowy, polityk, poseł na Sejm RP
  - Aleksandr Filippienko, rosyjski aktor
  - Orlando Martínez, kubański bokser (zm. 2021)
  - Janet Simpson, brytyjska lekkoatletka, sprinterka (zm. 2010)
  - Johny Thio, belgijski piłkarz (zm. 2008)
- 1945:
  - Henry Arland, niemiecki klarnecista, kompozytor
  - Victor-Lévy Beaulieu, kanadyjski pisarz, dziennikarz (zm. 2025)
  - Liisa Jaakonsaari, fińska polityk, minister pracy, eurodeputowana
  - Jakub Mátl, czeski filozof, wykładowca akademicki (zm. 1990)
  - Seiichirō Sasaki, japoński lekkoatleta, długodystansowiec
  - Adela Świątek, polska matematyk, pracownik naukowo-dydaktyczny (zm. 2019)
  - Dragoljub Raša Todosijević, serbski artysta sztuk wizualnych, performer, rzeźbiarz (zm. 2024)
- 1946:
  - Luis Ávalos, kubański aktor (zm. 2014)
  - Abel Caballero, hiszpański polityk, samorządowiec, burmistrz Vigo
  - Billy Preston, amerykański muzyk soulowy (zm. 2006)
  - Uli Vos, niemiecki hokeista na trawie (zm. 2017)
- 1947:
  - Richard Coughlan, brytyjski perkusista, członek zespołu Caravan (zm. 2013)
  - Kevin Farrell, amerykański duchowny katolicki, biskup Dallas, kardynał pochodzenia irlandzkiego
  - Louis Michel, belgijski i waloński polityk
  - Freddy Willockx, belgijski ekonomista, samorządowiec, polityk, eurodeputowany (zm. 2024)
- 1948:
  - Nate Archibald, amerykański koszykarz
  - Terry Bradshaw, amerykański futbolista, aktor
  - Ja’akow Litzman, izraelski polityk
  - Christa McAuliffe, amerykańska nauczycielka, astronautka (zm. 1986)
  - Janusz Nowakowski, polski samorządowiec, starosta ełcki, prezydent Ełku (zm. 2024)
- 1949:
  - Jürgen Colombo, niemiecki kolarz szosowy i torowy
  - Hans-Hermann Hoppe, niemiecki ekonomista, wykładowca akademicki
  - Wiesław Kuc, polski ekonomista, wykładowca akademicki, przedsiębiorca, urzędnik, polityk, eurodeputowany
  - Włodzimierz Mizerski, polski geolog, wykładowca akademicki
  - Ewa Maria Slaska, polska pisarka, dziennikarka, organizatorka kultury
  - Ryszard Terlecki, polski historyk, wykładowca akademicki, dziennikarz, polityk, poseł i wicemarszałek Sejmu RP
- 1950:
  - Emilio Aranguren Echeverría, kubański duchowny katolicki, biskup Holguín
  - Stefan Romecki, polski działacz społeczny, samorządowiec, polityk, poseł na Sejm RP
  - Zvonimir Serdarušić, bośniacki piłkarz ręczny, trener
  - Janusz Tandecki, polski historyk, wykładowca akademicki
  - Yaeko Yamazaki, japońska siatkarka
- 1951:
  - Nasrollah Abdollahi, irański piłkarz, trener
  - Bernard Bourreau, francuski kolarz szosowy
  - Jim DeMint, amerykański polityk, senator
  - Mark Harmon, amerykański aktor, reżyser filmowy i telewizyjny
  - Mik Kaminski, brytyjski muzyk, skrzypek, klawiszowiec, członek zespołów: Electric Light Orchestra, ELO Part II i Violinski
  - Marian Piegza, polski historyk, pisarz
  - Osmo Soininvaara, fiński pisarz, polityk
- 1952:
  - Jimmy Connors, amerykański tenisista
  - Egidijus Klumbys, litewski neurochirurg, wykładowca akademicki, samorządowiec, polityk
  - Earl Pomeroy, amerykański polityk
  - Mike Winter, amerykański piłkarz, bramkarz pochodzenia austriackiego
- 1953:
  - Valter Chifu, rumuński siatkarz
  - Gordon Kennett, brytyjski żużlowiec (zm. 2023)
  - Stefan Leletko, polski sztangista (zm. 2012)
  - Jelena Prokłowa, rosyjska aktorka
  - Gerhard Thiele, niemiecki fizyk, astronauta
  - John Zorn, amerykański kompozytor, multiinstrumentalista
- 1954:
  - Andrej Babiš, czeski przedsiębiorca, polityk, premier Czech pochodzenia słowackiego
  - Humberto Zurita, meksykański aktor
- 1955:
  - Eric Allman, amerykański programista, haker
  - Lidia Amejko, polska pisarka, dramaturg
  - Magdalena Kunicka-Paszkiewicz, polska animatorka kultury (zm. 2015)
  - Natalja Pietrusiowa, rosyjska łyżwiarka szybka
  - Linda Purl, amerykańska aktorka, piosenkarka
- 1957:
  - Ingrid Auerswald, niemiecka lekkoatletka, sprinterka
  - Henryk Gruth, polski hokeista
  - Blanca Ovelar, paragwajska polityk
  - Steve Porcaro, amerykański klawiszowiec, kompozytor, członek zespołu Toto
- 1958:
  - Guntis Belēvičs, łotewski lekarz, farmaceuta, polityk
  - Víctor Fasano, brazylijski aktor
  - Olivier Grouillard, francuski kierowca wyścigowy
  - Zdravko Krivokapić, czarnogórski polityk, premier Czarnogóry
  - Ewa Miszewska, polska brydżystka
- 1959:
  - Glenn Grøtheim, norweski brydżysta
  - Guy Laliberté, kanadyjski przedsiębiorca
- 1960:
  - Kristin Halvorsen, norweska polityk
  - Otar Korghalidze, gruziński piłkarz, trener
  - Hiroshi Matsuda, japoński piłkarz, trener
  - Anita Poddębniak, polska aktorka
  - Paul Sirba, amerykański duchowny katolicki, biskup Duluth (zm. 2019)
  - Krzysztof Zadarko, polski duchowny katolicki, biskup pomocniczy koszalińsko-kołobrzeski
- 1961:
  - Witold Bendkowski, polski piłkarz
  - Nadija Biełowa, ukraińska biathlonistka, trenerka
  - Marek Czeszkiewicz, polski prawnik, prokurator, adwokat, sędzia Trybunału Stanu
  - Nadeżda Georgiewa, bułgarska lekkoatletka, sprinterka
  - Toshinobu Katsuya, japoński piłkarz
  - Oscar Magrini, brazylijski aktor
  - Julian Malicki, polski fizyk, radiolog, wykładowca akademicki
  - Claude Puel, francuski piłkarz, trener
  - Carlos Valderrama, kolumbijski piłkarz
- 1962:
  - Gilbert Bodart, belgijski piłkarz, bramkarz, trener
  - Artur Dobiszewski, polski wokalista, gitarzysta, członek zespołu Ta Joj (zm. 2015)
  - Grzegorz Gruszka, polski polityk, poseł na Sejm RP
  - Keir Starmer, brytyjski prawnik, polityk, premier Wielkiej Brytanii
- 1963:
  - Juan Carlos Ablanedo, hiszpański piłkarz, bramkarz
  - Mike Baker, amerykański muzyk, wokalista, członek zespołu Shadow Gallery (zm. 2008)
  - Stanisław Czerczesow, rosyjski piłkarz, bramkarz, trener i działacz piłkarski
  - Gerard Gallant, kanadyjski hokeista, trener
  - Anatol Klimienko, białoruski strzelec sportowy
  - Deividas Matulionis, litewski ekonomista, dyplomata, polityk
  - Sam Mitchell, amerykański koszykarz, trener
  - Tio Pakusadewo, indonezyjski aktor
  - Aurora Pleșca, rumuńska wioślarka
- 1964:
  - Jimmy Banks, amerykański piłkarz (zm. 2019)
  - Hermidio Barrantes, kostarykański piłkarz, bramkarz
  - Sławomir Gurny, polski lekkoatleta, długodystansowiec (zm. 2024)
  - Jerzy Hawryluk, ukraińsko-polski historyk, poeta, publicysta
  - Naglis Puteikis, litewski historyk, urzędnik państwowy, polityk
  - Keanu Reeves, kanadyjski aktor, reżyser i producent filmowy, muzyk, przedsiębiorca
  - Jean-Christophe Spinosi, francuski dyrygent, skrzypek
- 1965:
  - Andrea Lloyd-Curry, amerykańska koszykarka
  - Kamałudin Abdułdaudow, radziecki zapaśnik
  - Lennox Lewis, brytyjski bokser
  - Katarzyna Milczarek-Jasińska, polska jeźdźczyni sportowa
  - Paweł Szkotak, polski psycholog, reżyser teatralny
- 1966:
  - Dino Cazares, amerykański muzyk, kompozytor, członek zespołów: Brujeria, Nailbomb, Asesino, Fear Factory i Divine Heresy
  - Salma Hayek, meksykańska aktorka, reżyserka i producentka filmowa
  - Olivier Panis, francuski kierowca wyścigowy
  - Aneta Pochowska, polska strzelczyni sportowa
  - Tuc Watkins, amerykański aktor
- 1967:
  - Kerstin Behrendt, niemiecka lekkoatletka, sprinterka
  - Andreas Möller, niemiecki piłkarz
  - Ruggiero Rizzitelli, włoski piłkarz
  - Ostap Stupka, ukraiński aktor
- 1968:
  - Kristen Cloke, amerykańska aktorka
  - Mark Everett, amerykański lekkoatleta, średniodystansowiec
  - Sławomir Gerymski, polski siatkarz, trener
  - Joe Nagbe, liberyjski piłkarz
  - Gabriela V. Šarochová, czeska historyk
  - Ezra Sellers, amerykański bokser (zm. 2013)
  - Cynthia Watros, amerykańska aktorka
- 1969:
  - Mikael Löfgren, szwedzki biathlonista
  - Andrzej Piątak, polski przedsiębiorca, polityk, poseł na Sejm RP
  - Sigrid Wille, niemiecka biegaczka narciarska
- 1970:
  - Željko Cicović, serbski piłkarz, bramkarz
  - Chad Deering, amerykański piłkarz
  - Mike Wolfs, kanadyjski żeglarz sportowy
- 1971:
  - Kjetil André Aamodt, norweski narciarz alpejski
  - Andreja Koblar, słoweńska biathlonistka
  - César Sánchez, hiszpański piłkarz, bramkarz
  - Shauna Sand, amerykańska modelka, aktorka
- 1972:
  - Peter Beňo, słowacki duchowny katolicki, biskup pomocniczy nitrzański
  - Søren Colding, duński piłkarz
  - Stefan Darda, polski pisarz
  - Elżbieta Nowak, polska koszykarka
  - Ole Johan Skjelbred-Knutsen, norweski aktor
- 1973:
  - Sandrine Bélier, francuska prawnik, działaczka ekologiczna, polityk, eurodeputowana
  - Savo Milošević, serbski piłkarz
  - Mark Shield, australijski sędzia piłkarski
  - Katt Williams, amerykański futbolista, aktor, komik, raper
- 1974:
  - Łukasz Barczyk, polski aktor, reżyser, scenarzysta, montażysta i producent filmowy
  - Piotr Biliński, polski historyk, wykładowca akademicki
  - Andrzej Górczyński, polski samorządowiec, członek zarządu województwa łódzkiego
  - Yuka Sakurai, japońska siatkarka
  - Sami Salo, fiński hokeista
- 1975:
  - Csaba Fehér, węgierski piłkarz
  - Jill Janus, amerykańska wokalistka, członkini zespołu Huntress (zm. 2018)
  - Tony Thompson, amerykański wokalista, członek zespołu Hi-Five (zm. 2007)
  - Magdalena Wójcik, polska wokalistka, członkini zespołu Goya
- 1976:
  - Tatiana Artmenko, izraelska siatkarka
  - Dave Konopka, amerykański muzyk i grafik[5]
  - Ivan Majeský, słowacki hokeista
  - Bernard Tchoutang, kameruński piłkarz
- 1977:
  - Roel van Helden, holenderski perkusista, członek zespołu Powerwolf
  - Frédéric Kanouté, malijski piłkarz
  - Felipe Loureiro, brazylijski piłkarz
  - Marek Mintál, słowacki piłkarz
  - Sam Rivers, amerykański basista, członek zespołu Limp Bizkit
  - Elica Todorowa, bułgarska piosenkarka, perkusistka
- 1978:
  - Ewa Kołodziej, polska działaczka samorządowa, polityk, poseł na Sejm RP
  - Tatiana Okupnik, polska piosenkarka, autorka tekstów, kompozytorka
  - Deniss Romanovs, łotewski piłkarz, bramkarz
- 1979:
  - Petr Hubáček, czeski hokeista
  - Aleksandr Powietkin, rosyjski bokser, kick-boxer
  - Fabienne Reuteler, szwajcarska snowboardzistka
- 1980:
  - Daniel Edusei, ghański piłkarz
  - Danny Shittu, nigeryjski piłkarz
  - Hiroki Yoshimoto, japoński kierowca wyścigowy, piosenkarz
- 1981:
  - Marcin Kuś, polski piłkarz
  - Indra Putra Mahayuddin, malezyjski piłkarz
  - Abdulnaser Slil, libijski piłkarz
  - Radosław Zawrotniak, polski szpadzista
- 1982:
  - Anna Baranowska, polska aktorka
  - Joey Barton, angielski piłkarz
  - Johannes Bitter, niemiecki piłkarz ręczny, bramkarz
  - Ágnes Boczkó-Hornyák, węgierska piłkarka ręczna
  - Hugo Droguett, chilijski piłkarz
- 1983:
  - Zhanna Barrer, izraelska lekkoatletka, tyczkarka
  - Esteban Batista, urugwajski koszykarz
  - Roberto Urbina, kolumbijski aktor
  - Radosław Welikow, bułgarski zapaśnik
- 1984:
  - Jaroslav Bába, czeski lekkoatleta, skoczek wzwyż
  - Donatan, polski muzyk, producent muzyczny, inżynier dźwięku
  - Udita Goswami, indyjska modelka, aktorka
  - Valéria Faure-Muntian, francuska polityk
  - Jack Peñate, brytyjski muzyk[6]
  - Peter Perchtold, niemiecki piłkarz
  - Annabella Scherer, niemiecka lekkoatletka, skoczkini wzwyż
  - Tom Vandenkendelaere, belgijski i flamandzki polityk, eurodeputowany
  - Thomas Vollnhofer, austriacki piłkarz, bramkarz
- 1985:
  - Laura Greenhalgh, brytyjska wioślarka
  - Paulina Maciuszek, polska biegaczka narciarska
  - Michał Meyer, polski aktor
  - Allison Miller, amerykańska aktorka, piosenkarka
  - Adam Nemec, słowacki piłkarz
- 1986:
  - Corey Cogdell, amerykańska strzelczyni sportowa
  - Gelson Fernandes, szwajcarski piłkarz pochodzenia kabowerdyjskiego
  - Cecilia Grubbström, szwedzka piłkarka ręczna
  - Rafik Halliche, algierski piłkarz
  - Kyle Hines, amerykański koszykarz
  - Tomasz Hutkowski, polski bokser
  - Willie Overtoom, kameruński piłkarz
  - Jakub Veselý, czeski siatkarz
- 1987:
  - Joe Ingles, australijski koszykarz
  - Scott Moir, kanadyjski łyżwiarz figurowy
  - Jonathan Salvi, australijski rugbysta
  - Spencer Smith, amerykański perkusista, członek zespołu Panic! at the Disco
- 1988:
  - Javi Martínez, hiszpański piłkarz
  - Dimitrij Ovtcharov, niemiecki tenisista stołowy pochodzenia ukraińskiego
- 1989:
  - Muhammad Ali, pakistański piłkarz
  - Amit Iwri, izraelska pływaczka
  - Richard Kilty, brytyjski lekkoatleta, sprinter
  - Adam Kszczot, polski lekkoatleta, średniodystansowiec
  - Marcus Morris, amerykański koszykarz
  - Markieff Morris, amerykański koszykarz
  - Alexandre Pato, brazylijski piłkarz
  - Polina Stoyneva, bułgarska siatkarka
  - Zedd, rosyjsko-niemiecki didżej
- 1990:
  - Kyle Bekker, kanadyjski piłkarz
  - Muhamed Keita, norweski piłkarz pochodzenia gambijskiego
  - Darren Mattocks, jamajski piłkarz
  - Charline Van Snick, belgijska judoczka
- 1991:
  - Davante Gardner, amerykański koszykarz
  - Natasha Howard, amerykańska koszykarka
  - Sontaya Keawbundit, tajska siatkarka
  - Jason Lowe, angielski piłkarz
  - Mareks Mejeris, łotewski koszykarz
  - Davy Pröpper, holenderski piłkarz
  - Gyasi Zardes, amerykański piłkarz pochodzenia ghańskiego
- 1992:
  - Sergio Aguza, hiszpański piłkarz
  - Jorge Benítez, paragwajski piłkarz
  - Bria Goss, amerykańska koszykarka
  - Jim Gottfridsson, szwedzki piłkarz ręczny
  - Xenia Knoll, szwajcarska tenisistka
  - Emiliano Martínez, argentyński piłkarz, bramkarz
  - Rae Morris, brytyjska piosenkarka, kompozytorka, autorka tekstów
  - Scott Quigley, angielski piłkarz
- 1993:
  - Michal Finger, czeski siatkarz
  - Dusty Hannahs, amerykański koszykarz
  - Sara Jaroszyk, polska piosenkarka, kompozytorka, autorka tekstów
  - Kim Min-seok, południowokoreański zapaśnik
  - Zaza Nadiradze, gruziński kajakarz
  - Robert Rooba, estoński hokeista
  - Roksana Wers, polska siatkarka
- 1994:
  - Aleksi Leppä, fiński strzelec sportowy
  - Kristian Pulli, fiński lekkoatleta, trójskoczek i skoczek w dal
  - Julian Rauchfuss, niemiecki narciarz alpejski
  - Alexander Swiatlowski, kanadyjski siatkarz
- 1995:
  - Aleksandr Barkov, fiński hokeista pochodzenia rosyjskiego
  - Germán Johansen, argentyński siatkarz
  - Sirojiddin Hasanov, uzbecki zapaśnik
  - Iga Krefft, polska aktorka, piosenkarka
  - Elias Kuosmanen, fiński zapaśnik
  - Giorgi Papunaszwili, gruziński piłkarz
  - Deimantas Petravičius, litewski piłkarz
- 1996:
  - Pawieł Sieliwierstau, białoruski lekkoatleta, skoczek wzwyż
  - Sungha Jung, południowokoreański gitarzysta
  - Mikołaj Zastawnik, polski futsalista
- 1997:
  - Mariela Fasula, grecka koszykarka
  - Hanna Crymble, amerykańska koszykarka
  - Brandon Ingram, amerykański koszykarz
  - Stefan Jewtoski, macedoński piłkarz
  - Tomasz Piotrowski, polski siatkarz
  - Sanah, polska piosenkarka
- 1998:
  - Nickeil Alexander-Walker, kanadyjski koszykarz
  - Patryk Mauer, polski piłkarz ręczny
  - Szymon Mazur, polski lekkoatleta, dyskobol i kulomiot
- 1999:
  - Karol Ostrowski, polski pływak
  - Jewgienij Rukosujew, rosyjski skeletonista
- 2000:
  - Ali Asad, pakistański zapaśnik
  - Sam McCallum, angielski piłkarz
  - Mateusz Obirek, polski raper
  - Idrissa Thiam, mauretański piłkarz
- 2001:
  - Sunmisola Balogun, nigeryjska zapaśniczka
  - Yaprak Erkek, turecka siatkarka
  - Maciej Rosołek, polski piłkarz
  - Ran Takahashi, japoński siatkarz
- 2002:
  - Bradley Barcola, francuski piłkarz pochodzenia togijskiego
  - Lenny Brisseault, francuski lekkoatleta, oszczepnik
  - Elina Dzenggo, grecka lekkoatletka, oszczepniczka
  - Alexia Nascimento, brazylijska judoczka
  - Daniel Szelągowski, polski piłkarz
- 2003 – Kauan dos Santos, brazylijski judoka

## Zmarli
- 421 – Konstancjusz III, cesarz rzymski (ur. ?)
- 595 – Jan IV Postnik, patriarcha Konstantynopola (ur. ?)
- 1031 – Emeryk, węgierski następca tronu, święty (ur. ?)
- 1095 – Albert z Prezzate, włoski benedyktyn, święty (ur. 1025)
- 1106 – Jusuf ibn Taszfin, władca Maroka z dynastii Almorawidów (ur. 1009)
- 1274 – Munetaka, japoński siogun (ur. 1242)
- 1397 – Francesco Landino, włoski niewidomy poeta, kompozytor i organista (ur. ok. 1325)
- 1436 – Wojciech Jastrzębiec, polski duchowny katolicki, biskup poznański i krakowski, arcybiskup gnieźnieński i prymas Polski, kanclerz wielki koronny, starosta Konina (ur. ok. 1362)
- 1540 – Lybne Dyngyl, cesarz Etiopii (ur. ok. 1497)
- 1608 – Jerónimo Xavierre, hiszpański dominikanin, generał zakonu, kardynał (ur. 1546)
- 1621:
  - Stanisław Jędrzejewski, polski rotmistrz, lisowczyk (ur. ?)
  - Marcin Sierakowski, polski szlachcic, polityk (ur. ?)
- 1626 – Antoni Franco, włoski duchowny katolicki, błogosławiony (ur. 1585)
- 1651 – Kösem, grecka niewolnica, nałożnica i prawdopodobnie prawowita żona sułtana Ahmeda I, regentka Imperium Osmańskiego (ur. 1589)
- 1652 – Jusepe de Ribera, hiszpański malarz, grafik (ur. 1591)
- 1654 – Michał Kuschius, polsko-niemiecki kaznodzieja luterański (ur. ok. 1600)
- 1664 – Antoine de Lalouvère, francuski jezuita, matematyk (ur. 1600)
- 1690 – Filip Wilhelm, elektor Palatynatu Reńskiego (ur. 1615)
- 1691 – Andrzej Potocki, polski polityk, hetman polny koronny (ur. ?)
- 1719 – Michel Le Tellier, francuski jezuita, polityk (ur. 1643)
- 1735 – Ferdynand Albert II, książę Brunszwiku-Bevern (ur. 1680)
- 1746 – Jean-Baptiste Colbert de Torcy, francuski arystokrata, polityk (ur. 1665)
- 1751 – Bazyli Ustrzycki, polski szlachcic, polityk (ur. 1715)
- 1752 – Kazimierz Boreyko, polski szlachcic, oficer, polityk (ur. ?)
- 1755 – Maria Zefiryna de France, księżniczka francuska (ur. 1750)
- 1764:
  - Nathaniel Bliss, brytyjski duchowny anglikański, astronom (ur. 1700)
  - John Reading, brytyjski organista, kompozytor (ur. 1685/86)
- 1788 – George Montagu, brytyjski arystokrata, polityk, dyplomata (ur. 1737)
- 1792 – Zamordowani podczas tzw. masakr wrześniowych w Paryżu:
  - Wincenty Abraham, francuski duchowny katolicki, męczennik, błogosławiony (ur. 1740)
  - Andrzej Angar, francuski duchowny katolicki, męczennik, błogosławiony (ur. ok. 1759)
  - Jan Chrzciciel Aubert, francuski duchowny katolicki, męczennik, błogosławiony (ur. 1768)
  - Jan Piotr Bangue, francuski duchowny katolicki, męczennik, błogosławiony (ur. 1744)
  - Ludwik Franciszek Andrzej Barret, francuski duchowny katolicki, męczennik, błogosławiony (ur. 1753)
  - Józef Bécavin, francuski duchowny katolicki, męczennik, błogosławiony (ur. 1767)
  - Franciszek Belamain, francuski jezuita, męczennik, błogosławiony (ur. 1733)
  - Ludwik Remigiusz Benoist, francuski duchowny katolicki, męczennik, błogosławiony (ur. 1755)
  - Ludwik Renat Mikołaj Benoist, francuski duchowny katolicki, męczennik, błogosławiony (ur. 1740)
  - Karol Jeremiasz Bérauld du Pérou, francuski duchowny katolicki, męczennik, błogosławiony (ur. 1737)
  - Jakub Juliusz Bonnaud, francuski jezuita, męczennik, błogosławiony (ur. 1740)
  - Ludwik Aleksy Boubert, francuski duchowny katolicki, męczennik, błogosławiony (ur. 1776)
  - Jan Antoni Jacek Boucharenc de Chaumeils, francuski duchowny katolicki, męczennik, błogosławiony (ur. 1738)
  - Jan Franciszek Bousquet, francuski duchowny katolicki, męczennik, błogosławiony (ur. 1751)
  - Antoni Karol Oktawian du Bouzet, francuski duchowny katolicki, męczennik, błogosławiony (ur. 1739)
  - Jan Franciszek Burté, francuski franciszkanin, męczennik, błogosławiony (ur. 1740)
  - Karol Regis Mateusz de la Calmette, francuski hrabia, męczennik, błogosławiony (ur. 1747)
  - Jan Andrzej Capeau, francuski duchowny katolicki, męczennik, błogosławiony (ur. ?)
  - Klaudiusz Cayx, francuski jezuita, męczennik, błogosławiony (ur. 1724)
  - Armand Chapt de Rastignac, francuski duchowny katolicki, męczennik, błogosławiony (ur. 1726)
  - Jan Charton de Millou, francuski jezuita, męczennik, błogosławiony (ur. 1736)
  - Klaudiusz Chaudet, francuski duchowny katolicki, męczennik, błogosławiony (ur. ?)
  - Ambroży Augustyn Chevreux, francuski benedyktyn, męczennik, błogosławiony (ur. 1728)
  - Mikołaj Clairet, francuski duchowny katolicki, męczennik, błogosławiony (ur. 1726)
  - Klaudiusz Colin, francuski duchowny katolicki, męczennik, błogosławiony (ur. 1728)
  - Bernard Franciszek de Cucsac, francuski sulpicjanin, męczennik, błogosławiony (ur. 1728)
  - Wilhelm Antoni Delfaut, francuski jezuita, męczennik, błogosławiony (ur. 1733)
  - Gabriel Desprez de Roche, francuski duchowny katolicki, męczennik, błogosławiony (ur. 1751)
  - Stefan Franciszek Deusdedit de Ravinel, francuski diakon, męczennik, błogosławiony (ur. 1769)
  - Tomasz Mikołaj Dubray, francuski duchowny katolicki, męczennik, błogosławiony (ur. 1746)
  - Klaudiusz Fontaine, francuski duchowny katolicki, męczennik, błogosławiony (ur. 1749)
  - Armand de Foucauld de Pontbriand, francuski duchowny katolicki, męczennik, błogosławiony (ur. 1751)
  - Jakub Friteyre-Durvé, francuski jezuita, męczennik, błogosławiony (ur. 1725)
  - Klaudiusz Franciszek Gagnières des Granges, francuski jezuita, męczennik, błogosławiony (ur. 1722)
  - Jakub Gabriel Galais, francuski sulpicjanin, męczennik, błogosławiony (ur. 1754)
  - Piotr Gauguin, francuski duchowny katolicki, męczennik, błogosławiony (ur. 1725)
  - Ludwik Wawrzyniec Gaultier, francuski duchowny katolicki, męczennik, błogosławiony (ur. 1717)
  - Piotr Ludwik Gervais, francuski duchowny katolicki, męczennik, błogosławiony (ur. 1753)
  - Seweryn Girault, francuski tercjarz franciszkański, męczennik, błogosławiony (ur. 1728)
  - Andrzej Grasset de Saint-Sauveur, francuski duchowny katolicki, męczennik, błogosławiony (ur. 1758)
  - Jan Ludwik Guyard de Saint-Clair, francuski duchowny katolicki, męczennik, błogosławiony (ur. 1734)
  - Franciszek Ludwik Hébert, francuski eudysta, męczennik, błogosławiony (ur. 1733)
  - Sanktus Huré, francuski duchowny katolicki, męczennik, błogosławiony (ur. 1765)
  - Karol Ludwik Hurtrel, francuski minimita, męczennik, błogosławiony (ur. 1760)
  - Ludwik Beniamin Hurtel, francuski diakon, męczennik, błogosławiony (ur. 1762)
  - Jan Lacan, francuski duchowny katolicki, męczennik, błogosławiony (ur. 1762)
  - Aleksander Karol Lanfant, francuski jezuita, męczennik, błogosławiony (ur. 1726)
  - Klaudiusz Antoni Rudolf de Laporte, francuski jezuita, męczennik, błogosławiony (ur. 1734)
  - Jan Maria du Lau, francuski duchowny katolicki, arcybiskup Arles, męczennik, błogosławiony (ur. 1738)
  - Laurencjusz, francuski zakonnik, męczennik, błogosławiony (ur. ?)
  - Robert Le Bis, francuski duchowny katolicki, męczennik, błogosławiony (ur. 1719)
  - Maturyn Mikołaj Le Bous, francuski jezuita, męczennik, błogosławiony (ur. 1731)
  - Salomon Leclerc, francuski lasalianin, męczennik, święty (ur. 1745)
  - Ludwik Le Danois, francuski duchowny katolicki, męczennik, błogosławiony (ur. 1741)
  - Franciszek Lefranc, francuski eudysta, męczennik, błogosławiony (ur. 1739)
  - Karol Franciszek Le Gué, francuski jezuita, męczennik, błogosławiony (ur. 1724)
  - Jakub Józef Lejardinier, francuski duchowny katolicki, męczennik, błogosławiony (ur. 1750)
  - Jakub Jan Lemeunier, francuski duchowny katolicki, męczennik, błogosławiony (ur. 1747)
  - Franciszek Jacek Lé Livec de Trésurin, francuski jezuita, męczennik, błogosławiony (ur. 1726)
  - Wincenty Józef Le Rousseau de Rosencoat, francuski jezuita, męczennik, błogosławiony (ur. 1726)
  - Ludwik Longuet, francuski duchowny katolicki, męczennik, błogosławiony (ur. 1757)
  - Kasper Klaudiusz Maignien, francuski duchowny katolicki, męczennik, błogosławiony (ur. 1752)
  - Jan Filip Marchand, francuski sulpicjanin, męczennik, błogosławiony (ur. 1764)
  - Ludwik Mauduit, francuski duchowny katolicki, męczennik, błogosławiony (ur. 1763)
  - Tomasz Jan Monsaint, francuski duchowny katolicki, męczennik, błogosławiony (ur. 1725)
  - Jean-Jacques Morel, francuski kapucyn, męczennik, błogosławiony (ur. 1739)
  - Augustyn Dionizy Nézel, francuski kleryk, męczennik, błogosławiony (ur. 1770)
  - Franciszek Józef Pey, francuski duchowny katolicki, męczennik, błogosławiony (ur. 1759)
  - Piotr Ploquin, francuski duchowny katolicki, męczennik, błogosławiony (ur. 1762)
  - Daniel Ludwik Andrzej des Pommerayes, francuski duchowny katolicki, męczennik, błogosławiony (ur. 1725)
  - Jan Chrzciciel Michał Pontus, francuski sulpicjanin, męczennik, błogosławiony (ur. 1763)
  - Jan Józef Rateau, francuski duchowny katolicki, męczennik, błogosławiony (ur. 1758)
  - Franciszek Józef de la Rochefoucauld, francuski duchowny katolicki, biskup Beauvais, męczennik, błogosławiony (ur. 1735)
  - Piotr Ludwik de la Rochefoucauld, francuski duchowny katolicki, biskup Saintes, męczennik, błogosławiony (ur. 1744)
  - Marek Ludwik Royer, francuski duchowny katolicki, męczennik, błogosławiony (ur. 1720)
  - Jan Piotr Simon, francuski duchowny katolicki, męczennik, błogosławiony (ur. ?)
  - Lupus Thomas, francuski jezuita, męczennik, błogosławiony (ur. 1719)
  - Ludwik Barreau de la Tuche, francuski benedyktyn, męczennik, błogosławiony (ur. 1758)
  - Franciszek Vareilhe-Duteil, francuski jezuita, męczennik, błogosławiony (ur. 1734)
  - Piotr Jakub Maria Vitalis, francuski duchowny katolicki, męczennik, błogosławiony (ur. 1759)
- 1798:
  - Michał Gröll, polski księgarz, wydawca pochodzenia niemieckiego (ur. 1722)
  - Jakub Walerian Tumanowicz, polski duchowny ormiańskokatolicki, arcybiskup lwowski (ur. 1714)
- 1799 – Hieroteusz (Malicki), rosyjski biskup prawosławny (ur. 1727)
- 1800 – Maciej Radziwiłł, polski polityk, kompozytor (ur. 1749)
- 1807 – Antonio Casimir Cartellieri, gdański kompozytor (ur. 1772)
- 1813 – Jean Victor Moreau, francuski generał (ur. 1763)
- 1817 – Ludwika Rostworowska, polska habina, podkomorzyna sandomierska (ur. 1744)
- 1820 – Jiaqing, cesarz Chin (ur. 1760)
- 1829 – Benedikt Hacker, austriacki kompozytor, wydawca (ur. 1769)
- 1832 – Franz Xaver von Zach, węgiersko-niemiecki astronom (ur. 1754)
- 1833 – Ludwig von Starhemberg, austriacki arystokrata, polityk, dyplomata (ur. 1762)
- 1834 – Thomas Telford, brytyjski inżynier, architekt (ur. 1757)
- 1835 – Charles Antoine Morand, francuski hrabia, generał (ur. 1771)
- 1836 – William Henry, brytyjski chemik, lekarz (ur. 1775)
- 1844 – Samuel Genersich, spiskoniemiecki lekarz, botanik (ur. 1768)
- 1845:
  - Bernardino Rivadavia, argentyński polityk, pierwszy prezydent Argentyny (ur. 1780)
  - Pierre Paul Royer-Collard, francuski filozof (ur. 1763)
- 1848:
  - Jakub Falkowski, polski duchowny katolicki, pijar, pedagog, filantrop (ur. 1775)
  - Pietro Giordani, włoski pisarz (ur. 1774)
- 1850 – Charles Watkin Williams-Wynn, brytyjski polityk (ur. 1775)
- 1851 – William Nicol, szkocki fizyk, geolog (ur. 1770)
- 1857 – Martin Lichtenstein, niemiecki lekarz, zoolog (ur. 1780)
- 1859 – Delia Bacon, amerykańska pisarka (ur. 1811)
- 1865 – William Rowan Hamilton, irlandzki matematyk, astronom, fizyk (ur. 1805)
- 1866 – Stefan Catargiu, kajmakam Mołdawii (ur. 1789)
- 1872 – Nikolai Frederik Severin Grundtvig, duński pastor, teolog, filozof, historyk, poeta, polityk (ur. 1783)
- 1875 – Ureli Corelli Hill, amerykański dyrygent, skrzypek (ur. 1802)
- 1882 – Julian Surzycki, polski inżynier, polityk, konspirator (ur. 1820)
- 1884 – Karl Eberhard Herwarth von Bittenfeld, pruski feldmarszałek (ur. 1796)
- 1885 – Giuseppe Bonavia, maltański architekt (ur. 1821)
- 1886:
  - Andrzej Grabowski, polski malarz (ur. 1833)
  - Karol Maszkowski, polski matematyk, wykładowca akademicki (ur. 1831)
- 1894 – Vojtěch Náprstek, czeski działacz patriotyczny, filantrop, działacz społeczny (ur. 1826)
- 1898 – Bolesław Eulogiusz Potocki, polski ziemianin, działacz społeczny i gospodarczy (ur. 1829)
- 1899 – Ernest Renshaw, brytyjski tenisista (ur. 1861)
- 1903 – Ludwik Grabowski, polski hodowca koni (ur. 1821)
- 1904 – Samuel Hermann Staub, niemiecki prawnik (ur. 1856)
- 1905 – Marianna Górniak-Cienciałowa, polska działaczka społeczna, filantropka (ur. 1856)
- 1910 – Henri Rousseau, francuski malarz naiwny (ur. 1844)
- 1911 – Jerzy Badura, polski duchowny ewangelicki, pisarz, działacz narodowy na Śląsku (ur. 1845)
- 1913 – Odo Reuter, fiński entomolog, wykładowca akademicki, poeta pochodzenia szwedzkiego (ur. 1850)
- 1917 – Boris Stürmer, rosyjski polityk, premier Rosji pochodzenia niemieckiego (ur. 1848)
- 1918:
  - Konrad Brendle, niemiecki pilot myśliwski (ur. 1895)
  - Julius Tafel, szwajcarski chemik, elektrochemik (ur. 1862)
- 1919 – Michał Bergson, polski bankier, filantrop, działacz społeczny pochodzenia żydowskiego (ur. 1831)
- 1920:
  - Wacław Bański, polski sierżant (ur. 1897)
  - Victoriano Guisasola y Menéndez, hiszpański duchowny katolicki, arcybiskup Toledo, kardynał (ur. 1852)
  - Stanisław Krzaczyński, polski podpułkownik żandarmerii (ur. 1886)
  - Tadeusz Prus-Więckowski, polski podporucznik (ur. 1898)
- 1921:
  - Henry Austin Dobson, brytyjski poeta (ur. 1840)
  - Ernest Dupré, francuski psychiatra, wykładowca akademicki (ur. 1862)
- 1922:
  - Henry Lawson, australijski poeta, prozaik (ur. 1867)
  - Maria Zofia Onufrowicz-Płoska, polska działaczka socjalistyczna (ur. 1862)
- 1924 – Joe Boyer, amerykański kierowca wyścigowy (ur. 1890)
- 1925 – Johanna van Gogh-Bonger, holenderska nauczycielka, żona Theo i szwagierka Vincenta (ur. 1862)
- 1926 – Józef Maurer, polski historyk literatury (ur. 1879)
- 1929 – Aleksander Edward Sułkowski, polski arystokrata, książę bielski (ur. 1856)
- 1930:
  - Jos Alzin, luksemburski sztangista (ur. 1893)
  - Raoul Stojsavljevic, austro-węgierski major pilot, as myśliwski (ur. 1887)
- 1931:
  - Witold Gołębiowski, polski malarz, działacz niepodległościowy (ur. 1885)
  - Fredric Landelius, szwedzki strzelec sportowy (ur. 1884)
  - Adolf Ligoń, polski działacz społeczny, pisarz, dziennikarz, wydawca (ur. 1855)
- 1933:
  - Jan Dychdalewicz, polski prawnik, samorządowiec (ur. 1888)
  - Francis Henriquez de Zubiría, francuski rugbysta, przeciągacz liny pochodzenia kolumbijskiego (ur. 1869)
  - Georges Leygues, francuski polityk, premier Francji (ur. 1857)
- 1934:
  - Alcide Nunez, amerykański klarnecista jazzowy (ur. 1884)
  - James Allan, nowozelandzki rugbysta (ur. 1860)
- 1936 – Niels Neergaard, duński historyk, publicysta, polityk, premier Danii (ur. 1854)
- 1937:
  - Pierre de Coubertin, francuski baron, twórca idei nowożytnych igrzysk olimpijskich (ur. 1863)
  - Jan Hempel, polski marksista, publicysta, filozof, tłumacz, działacz spółdzielczy (ur. 1877)
- 1939:
  - Wilhelm Henningsen, niemiecki wojskowy, porucznik (ur. 1904)
  - Edward Kramarski, polski podporucznik pilot (ur. 1915)
  - Florian Laskowski, polski kapitan pilot (ur. 1902)
  - Bonawentura Metler, polski duchowny katolicki, astronom, podróżnik (ur. 1866)
- 1940:
  - Józef Cyrek, polski jezuita, męczennik, błogosławiony (ur. 1904)
  - Giulio Gatti-Casazza, włoski impresario, dyrektor operowy (ur. 1869)
  - Franciszek Ksawery Kmietowicz, polski major lekarz (ur. 1892)
  - Felix Scheder-Bieschin, niemiecki żeglarz sportowy, oficer Kriegsmarine (ur. 1899)
  - Franciszek Ścigała, polski duchowny katolicki, działacz społeczny i narodowy na Górnym Śląsku (ur. 1882)
- 1941:
  - Maria Fabianowska, polska weteranka powstania styczniowego (ur. 1840)
  - Aleksiej Mitrofanow, radziecki dziennikarz, polityk (ur. 1879)
- 1943:
  - Marsden Hartley, amerykański malarz (ur. 1877)
  - Paweł Hoser, polski architekt pochodzenia niemieckiego (ur. 1864)
  - Jan Krasicki, polski działacz komunistyczny, przewodniczący ZWM (ur. 1919)
  - Michał Rozenfeld, polski żołnierz GL pochodzenia żydowskiego (ur. 1916)
  - Janek Szwarcfuks, polski żołnierz GL pochodzenia żydowskiego (ur. ?)
- 1944 – Polegli w powstaniu warszawskim:
  - Jerzy Fotek, polski działacz socjalistyczny, żołnierz AL (ur. 1920)
  - Bolesław Kotkowski, polski drukarz, wydawca (ur. 1886)
  - Bronisław Rachwał, polski kapitan dyplomowany broni pancernych, cichociemny (ur. 1907)
  - Piotr Słonimski, polski lekarz, zoolog, histolog, major, żołnierz AK pochodzenia żydowskiego (ur. 1893)
  - Maria Swierczewska, polska sanitariuszka (ur. 1925)
  - Gertruda Świerczek, polska członkini ZWZ (ur. 1921)
  - Maria Vetulani de Nisau, polska działaczka niepodległościowa, żołnierz AK (ur. 1898)
- 1944:
  - Gustav Aschaffenburg, niemiecki psychiatra pochodzenia żydowskiego (ur. 1866)
  - Eugenio Gestri, włoski kolarz szosowy (ur. 1905)
  - Manfred von Killinger, niemiecki polityk nazistowski (ur. 1886)
  - Bella Rosenfeld, żydowska pisarka (ur. 1895)
  - Arthur Smith Woodward, brytyjski paleontolog, wykładowca akademicki, muzealnik (ur. 1864)
- 1945 – Sydney Middleton, australijski rugbysta, wioślarz (ur. 1884)
- 1946 – Pauls Dauge, łotewsko-rosyjski stomatolog, literat, polityk (ur. 1869)
- 1948:
  - Siergiej Łukin, radziecki polityk (ur. 1894)
  - Sylvanus Morley, amerykański archeolog, wykładowca akademicki (ur. 1883)
- 1952:
  - Joseph Avenol, francuski dyplomata, sekretarz generalny Ligi Narodów (ur. 1879)
  - Iwan Feszczenko-Czopiwski, ukraiński inżynier, metalurg (ur. 1884)
  - Jan Ledwoch, polski publicysta, polityk, poseł na Sejm RP (ur. 1891)
  - Hans von Rosen, szwedzki jeździec sportowy (ur. 1888)
- 1953:
  - Edmund Knoll-Kownacki, polski generał brygady (ur. 1891)
  - Hendrik Offerhaus, holenderski wioślarz (ur. 1875)
  - Jonathan Wainwright, amerykański generał (ur. 1883)
- 1955:
  - Erik Lindström, szwedzki skoczek narciarski (ur. 1918)
  - Konstanty Meglicki, polski aktor, reżyser filmowy (ur. 1890)
  - Axel Persson, szwedzki kolarz torowy i szosowy (ur. 1888)
- 1957 – Constantin Titel Petrescu, rumuński prawnik, polityk (ur. 1888)
- 1959 – Theodor Nag, norweski wioślarz (ur. 1890)
- 1960:
  - Hector Hogan, australijski lekkoatleta, sprinter (ur. 1931)
  - Stanisław Kościałkowski, polski historyk, wykładowca akademicki (ur. 1881)
- 1961 – Tadeusz Faliszewski, polski aktor, piosenkarz, reżyser (ur. 1898)
- 1963:
  - Mura Kalinowska, polska aktorka (ur. 1895)
  - Édouard Peisson, francuski pisarz (ur. 1896)
- 1964 – Alvin York, amerykański sierżant (ur. 1887)
- 1965:
  - Louis Baillon, angielski hokeista na trawie, piłkarz, tenisista (ur. 1881)
  - Johannes Bobrowski, niemiecki pisarz, poeta, eseista (ur. 1917)
- 1969:
  - Hồ Chí Minh, wietnamski polityk komunistyczny, prezydent Demokratycznej Republiki Wietnamu (ur. 1890)
  - Willy Mairesse, belgijski kierowca wyścigowy (ur. 1928)
- 1970:
  - Kees van Baaren, holenderski kompozytor (ur. 1906)
  - James Hodge, szkocki piłkarz (ur. 1891)
  - Marie-Pierre Kœnig, francuski generał (ur. 1898)
- 1971:
  - Henrik Robert, norweski żeglarz sportowy (ur. 1887)
  - Ryszard Wiszowaty, polski major kawalerii, działacz emigracyjny (ur. 1894)
- 1972:
  - Iwan Jumaszew, radziecki admirał (ur. 1895)
  - Walter Schneiter, szwajcarski piłkarz (ur. 1923)
- 1973 – J.R.R. Tolkien, brytyjski pisarz fantasy, profesor filologii klasycznej i literatury staroangielskiej (ur. 1892)
- 1974:
  - Maureen Gardner, brytyjska lekkoatletka, płotkarka (ur. 1928)
  - Robert Minton, amerykański bobsleista (ur. 1904)
- 1975 – J.E. Neale, brytyjski historyk (ur. 1890)
- 1976:
  - Bogusław Choiński, polski poeta, autor tekstów piosenek, scenarzysta, malarz, rysownik (ur. 1925)
  - Stanisław Grochowiak, polski poeta, dramatopisarz, scenarzysta filmowy, publicysta (ur. 1934)
- 1977 – Antoni Falkiewicz, polski kardiolog (ur. 1901)
- 1978:
  - Natan Rybak, ukraiński pisarz (ur. 1913)
  - Gerhard Wahrig, niemiecki językoznawca (ur. 1923)
- 1979 – Jan Rumas, polski major, działacz ruchu ludowego, nauczyciel (ur. 1916)
- 1980:
  - Antoni Bida, polski działacz komunistyczny, dyplomata (ur. 1897)
  - Walter Hanke, niemiecki piłkarz (ur. 1910)
  - Claude Ménard, francuski lekkoatleta, skoczek wzwyż (ur. 1906)
- 1981:
  - Tadeusz Baird, polski kompozytor, pedagog (ur. 1928)
  - Enid Lyons, australijska polityk (ur. 1897)
  - Wiktor Olecki, polski kolarz szosowy (ur. 1909)
- 1982:
  - Wiesław Müldner-Nieckowski, polski rzeźbiarz, malarz, rysownik, architekt wnętrz (ur. 1915)
  - Ada Wojcyk, rosyjska aktorka (ur. 1905)
- 1983 – Franz Platko, węgierski piłkarz, trener (ur. 1898)
- 1984:
  - Mieczysław Gębarowicz, polski historyk sztuki, wykładowca akademicki (ur. 1893)
  - Siergiej Martinson, rosyjski aktor pochodzenia szwedzkiego (ur. 1899)
  - Eino Purje, fiński lekkoatleta, średniodystansowiec (ur. 1900)
- 1985:
  - Anna Banti, włoska pisarka, historyk sztuki, tłumaczka (ur. 1895)
  - Abe Lenstra, holenderski piłkarz (ur. 1920)
- 1986 – Otto Glória, brazylijski trener piłkarski (ur. 1917)
- 1987 – Anton Slupetzky, austriacki funkcjonariusz nazistowski, przedsiębiorca (ur. 1899)
- 1990:
  - John Bowlby, brytyjski psychiatra, psychoanalityk (ur. 1907)
  - Maria-Christine von Urach, niemiecka inżynier motoryzacyjna (ur. 1933)
- 1991:
  - Laura Riding, amerykańska pisarka, eseistka, poetka (ur. 1901)
  - Alfonso Robles, meksykański polityk, laureat Pokojowej Nagrody Nobla (ur. 1911)
- 1992:
  - Wojciech Bartel, polski historyk prawa, wykładowca akademicki (ur. 1923)
  - Barbara McClintock, amerykańska genetyk, wykładowczyni akademicka, laureatka Nagrody Nobla (ur. 1902)
- 1993:
  - Carl Fisher, amerykański duchowny katolicki, biskup pomocniczy Los Angeles (ur. 1945)
  - Leon Liebgold, polski aktor pochodzenia żydowskiego (ur. 1910)
  - Aleksandr Niekricz, rosyjski historyk, wykładowca akademicki (ur. 1920)
  - Nikołaj Niszczenko, rosyjski żużlowiec (ur. 1959)
- 1994:
  - Detlef Macha, niemiecki kolarz torowy i szosowy (ur. 1958)
  - Giuseppe Martano, włoski kolarz szosowy (ur. 1910)
  - Józef Światło, polski wysoki funkcjonariusz MBP pochodzenia żydowskiego (ur. 1915)
- 1995 – Irena Dynowska, polska geograf, hydrolog (ur. 1929)
- 1996 – Aleksandr Markin, rosyjski piłkarz (ur. 1949)
- 1998 – Mikołaj Hajduk, polski poeta, prozaik, dziennikarz, krajoznawca (ur. 1933)
- 1999 – Lajos Szűcs, węgierski sztangista (ur. 1946)
- 2000:
  - Vicente Asensi, hiszpański piłkarz (ur. 1919)
  - Jerzy Stasiuk, polski aktor (ur. 1938)
- 2001:
  - Christiaan Barnard, południowoafrykański kardiochirurg (ur. 1922)
  - Troy Donahue, amerykański aktor, piosenkarz (ur. 1936)
  - Franciszek Sielicki, polski slawista (ur. 1923)
- 2002:
  - Ola Gert Aanjesen, norweski skoczek narciarski, pilot wojskowy, as myśliwski (ur. 1918)
  - Aleksiej Czorny, radziecki polityk (ur. 1921)
- 2003 – Ptolemy Reid, gujański polityk, premier Gujany (ur. 1912)
- 2004:
  - Wiesław Rutowicz, polski operator filmowy (ur. 1931)
  - Stefan Wołoszyn, polski pedagog (ur. 1911)
- 2005:
  - Bob Denver, amerykański aktor komediowy (ur. 1935)
  - Mieczysław Hebda, polski polityk, poseł na Sejm PRL (ur. 1921)
  - Guðmundur Kjærnested, islandzki komandor Straży Wybrzeża (ur. 1923)
  - Thure Lindgren, szwedzki skoczek narciarski (ur. 1921)
- 2006 – Bob Mathias, amerykański lekkoatleta, dziesięcioboista (ur. 1930)
- 2007 – Feliks Milgrom, amerykański lekarz, immunolog (ur. 1919)
- 2009:
  - Marian Kałoń, polski działacz partyjny i państwowy, prezydent Bielska-Białej (ur. 1930)
  - Christian Poveda, francuski fotoreporter, autor filmów dokumentalnych (ur. 1955)
- 2010 – Szemu’el Noach Eisenstadt, izraelski socjolog (ur. 1923)
- 2011:
  - Felipe Camiroaga, chilijski prezenter telewizyjny, aktor (ur. 1966)
  - Horst Kasner, niemiecki teolog protestancki pochodzenia polskiego, ojciec Angeli Merkel (ur. 1926)
- 2013:
  - Ronald Coase, amerykański ekonomista, laureat Nagrody Banku Szwecji im. Alfreda Nobla w dziedzinie ekonomii (ur. 1910)
  - Frederik Pohl, amerykański pisarz (ur. 1919)
  - Jarosław Śmietana, polski gitarzysta jazzowy, kompozytor, pedagog (ur. 1951)
- 2014:
  - Helena Rakoczy, polska gimnastyczka (ur. 1921)
  - Sándor Rozsnyói, węgierski lekkoatleta, długodystansowiec (ur. 1930)
  - Marian Różycki, polski zootechnik, genetyk (ur. 1938)
  - Tadeusz Maria Rudkowski, polski historyk sztuki, konserwator zabytków (ur. 1920)
- 2015:
  - Bolesław Kowalski, polski prawnik, żeglarz, kapitan żeglugi wielkiej (ur. 1928)
  - Alan Kurdi, syryjski uchodźca (ur. 2012)
  - Aleksander Mandziara, polski piłkarz, trener (ur. 1940)
  - Brianna Lea Pruett, amerykańska piosenkarka, malarka (ur. 1983)
  - Jan Ptasiński, polski pułkownik UB, polityk, działacz komunistyczny, publicysta, poseł na Sejm PRL, wiceminister bezpieczeństwa publicznego (ur. 1921)
  - Leendert van der Meulen, holenderski kolarz torowy i szosowy (ur. 1937)
- 2016:
  - Jerzy Hopfer, polski polityk, poseł na Sejm RP (ur. 1946)
  - Islom Karimov, uzbecki polityk, prezydent Uzbekistanu (ur. 1938)
  - Antonina Sieriedina, rosyjska kajakarka (ur. 1929)
  - Charles Wilson, australijski rugbysta i działacz sportowy (ur. 1931)
- 2019:
  - Atli Eðvaldsson, islandzki piłkarz, trener (ur. 1957)
  - Andrea Gemma, włoski duchowny katolicki, biskup Isernia-Venafro (ur. 1931)
  - Piotr Kołodziejczyk, polski wiceadmirał, polityk, minister obrony narodowej, poseł na Sejm RP (ur. 1939)
  - Władysław Krupka, polski scenarzysta komiksowy, pisarz (ur. 1926)
  - Gyōji Matsumoto, japoński piłkarz (ur. 1934)
  - Mieczysław Tracz, polski zapaśnik (ur. 1962)
- 2020:
  - Michał Cander, polski malarz (ur. 1963)
  - David Graeber, amerykański antropolog kulturowy, anarchista (ur. 1961)
  - Kaing Guek Eav, kambodżański działacz komunistyczny, masowy morderca (ur. 1942)
  - Agustín Radrizzani, argentyński duchowny katolicki, arcybiskup Mercedes-Luján (ur. 1944)
  - Adrianus Simonis, holenderski duchowny katolicki, arcybiskup Utrechtu, kardynał (ur. 1931)
  - William Yorzyk, amerykański pływak (ur. 1933)
- 2021:
  - Vladimír Hubáček, czeski kierowca wyścigowy i rajdowy (ur. 1932)
  - Aydın İbrahimov, azerski zapaśnik (ur. 1938)
  - Mikis Theodorakis, grecki kompozytor (ur. 1925)
- 2022:
  - Mišo Cebalo, chorwacki szachista (ur. 1945)
  - Joseph Cheng Tsai-fa, tajwański duchowny katolicki, biskup Tainan, arcybiskup Tajpej (ur. 1932)
  - Frank Drake, amerykański astronom, astrofizyk (ur. 1930)
  - Manuel Duarte, portugalski piłkarz (ur. 1945)
  - Zygmunt Kądziela, polski siatkarz, trener i sędzia siatkarski, działacz sportowy (ur. 1935)
  - Maria Warzyńska, polska piosenkarka (ur. 1952)
- 2023:
  - Salif Keita, malijski piłkarz (ur. 1946)
  - Paul Kazuhiro Mori, japoński duchowny katolicki, biskup pomocniczy Tokio (ur. 1938)
- 2024:
  - James Darren, amerykański aktor, reżyser telewizyjny, piosenkarz (ur. 1936)
  - Sante Marsili, włoski piłkarz wodny (ur. 1950)
  - Aleksandr Miedwied, białoruski zapaśnik (ur. 1937)
  - Piotr Płoszajski, polski ekonomista (ur. 1946)
  - Raul José Quimpo Martirez, filipiński duchowny katolicki, biskup San Jose de Antique (ur. 1938)
  - Władimir Turijanski, rosyjski poeta, kompozytor, bard (ur. 1935)